# Ропер, Маргарет
Маргарет Ропер (англ. Margaret Roper, урожд. Мор англ. More, октябрь 1505 или 1505, Лондон — 1544, Лондон) — дочь Томаса Мора, писательница и переводчица.

## Биография
Дочь Томаса Мора и его первой жены Джейн Кольт. Как и все дети Мора, получила блестящее домашнее образование.
Маргарет была первой женщиной в Англии не королевского происхождения, издавшей книгу, свой перевод с латыни Precatio Dominica in septem portiones distributa Эразма Роттердамского, вышедший под названием A Devout Treatise upon the Paternoster («Благочестивый трактат на „Отче наш“»). В одном из своих писем Томас Мор упоминает стихи Маргарет, которые не сохранились.
Маргарет вышла замуж за Уильяма Ропера 2 июля 1521 года в Элтеме (Кент). У супругов было пятеро детей: Томас (1533—1598), Маргарет (1526—1588), Мэри (ум. 1572), Элизабет (1523—1560) и Энтони (1544—1597).
Во время заключения отца Маргарет навещала его в Тауэре и переписывалась с ним. После казни Томаса Мора в 1535 году его голова была выставлена на месяц на Лондонском мосту. Маргарет подкупила человека, который должен был бросить её в реку, и получила голову отца. Она хранила её в специях. После смерти Маргарет в 1544 году Уильям Ропер сохранил голову тестя. По его распоряжению голова Мора была похоронена вместе с ним.